# Bukovinec osladičovitý
Bukovinec osladičovitý (Phegopteris connectilis) je běžnější druh kapradin z čeledi kapradiníkovité, jehož listy vyrůstají jednotlivě, nikoli v růžici, do délky 10-50 cm. Do rodu bukovinec patří obecně kapradiny střední velikosti (15 až 40 cm) s plazivým oddenkem a nepřezimujícími, dlouze řapíkatými listy.

## Popis
Bukovinec osladičovitý je kapradina s dlouhým, tenkým, plazivým oddenkem, ze kterého vyrážejí oddálené jednotlivé listy. Mohou mít čepele 10-50 cm dlouhé. Řapík je řídce plevinatý, žlutý, 1,5- 2x delší než čepel. Zeleně zbarvená čepel je v obryse úzce trojúhelníkovitá s protaženou špičkou. Celý list je nakloněn tak, aby čepel byla co nejvíce osvětlena. List je jednoduše zpeřený na 12–20 párů vstřícných delších peřenodílných lístků. Spodní pár lístků je od ostatních pod výrazným úhlem ohnut nazpět k vřetenu. Lístky jsou delší, mohou být dělené na 10–20 úkrojků. Spodní strana lístků a vřetena jsou zřetelně chlupatá. Výtrusnicové kupky kulatého až podlouhlého tvaru, bez ostěr (blanitý útvar překrývající sporangia). Výtrusy dozrávají v červenci a srpnu.

## Ekologie
Bukovinec osladičovitý je rostlinou bukového vegetačního stupně v podhůří, vyšších pahorkatinách a horách, neroste ale jen v bučinách. na prameništích a u potoků. Je to druh lesních společenstev, kyselých půd a mírně vlhkých stanovišť. Roste ve stinných a často vlhkých smrkových, bukových lesích, také v rašelinných lesích a na okrajích lesních cest. Proto je někdy označován jako indikátor vlhkého stanoviště. Rostliny rostou často pospolitě a mohou vytvářet téměř souvislé plošně malé porosty.

## Rozšíření
Je to druh patřící do české flóry, s rozšířením v podhorském a horském stupni, kde je původní vegetací bukovo-jedlový les nebo smrčina. Vyskytuje se skoro po celé Evropě, vyjma jižní části (v Čechách roztroušeně) např.: Krkonoše, Šumava, Krušné hory, ve středu a na jihu Moravy, na Slovensku v Karpatech od Bratislavy po Bukovské vrchy, v Tatrách do 1780 m n. m. Dále v mírném pásmu Asie, až po Severní Ameriku. Celý rod sestává pouze ze čtyř druhů, které pocházejí z mírného pásma severní polokoule, ale jeden, málo známý druh (P. undulata), je endemitem z Mexika.

## Ohrožení
Zákonem chráněný druh v Maďarsku.